# Titan (суперкомпьютер)
Titan — суперкомпьютер компании Cray Inc., установленный в национальной лаборатории Оук-Ридж (сокращённо ORNL, национальная лаборатория Министерства энергетики США, Теннесси) для использования в научных проектах. Является обновлением суперкомпьютера Jaguar, при котором было увеличено количество центральных процессоров и добавлены GPU Nvidia Tesla K20x.
Анонсирован в октябре 2011, введен в строй в октябре 2012. Занял 1 строку в ноябре 2012 года в рейтинге TOP500 суперкомпьютеров мира по производительности на тесте Linpack. В июле 2013 года был смещён на 2-ю позицию компьютером Tianhe-2. В июне 2016 года был уже на 3-й позиции после суперкомпьютеров Tianhe-2 и Sunway TaihuLight (93 Пфлопс).

## История
Осенью 2012 года начался последний этап модернизации Jaguar’а до более мощного суперкомпьютера, которому дано новое название Titan.
Львиную долю компьютерного времени Titan’а планировалось отдать под приложения государственной программы Министерства энергетики США под названием «Innovative and Novel Computational Impact on Theory and Experiment program» (INCITE). В течение предшествующих двух лет исследователи и программисты переписывали свои приложения под новую архитектуру Titan’а, чтобы начать его использование с первых же дней введения его в строй.
Суперкомпьютер Titan планируется заменить новым суперкомпьютером Summit, постройку которого IBM планирует завершить в середине 2018 года. Предполагается, что Titan проработает еще один год после ввода в строй суперкомпьютера Summit, а потом будет демонтирован.
Демонтирован в 1 квартале 2020 года.

## Архитектура и устройство
Titan — массово-параллельный суперкомпьютер, построенный на платформе Cray XK7 с гибридной архитектурой: помимо 16-ядерных процессоров AMD Opteron 6274 в каждый из 18 688 узлов суперкомпьютерной системы установлен графический процессор общего назначения NVIDIA Tesla K20x (архитектура Kepler). Таким образом общее число ядер компьютера составляет 299 008. Компилятор, специально разработанный для Titan-а, автоматически распараллеливает исполнение кода между центральным и графическим процессорами.

## Применение
Львиная доля компьютерного времени Titan-а будет отдана под приложения государственной программы Министерства энергетики США под названием «Innovative and Novel Computational Impact on Theory and Experiment program» (INCITE).
Несмотря на то, что Titan можно использовать для любого проекта, количество заявок превысило имеющееся компьютерное время. Поэтому было решено провести тщательный отбор. В 2009 году Oak Ridge Computing Leadership Facility (OCLF) рассмотрел 50 заявок и сузил список до 6 проектов, которые были выбраны не только из-за важности исследовательских тем, но и из-за способности программного обеспечения проектов как можно полнее использовать возможности гибридной системы. Программный код этих проектов пришлось изменить так, чтобы он мог исполняться на графических процессорах Titan-а, при этом требовалось оставить возможность исполнения кода на обычных процессорах, чтобы он не был привязан исключительно к Titan-у.. В течение двух лет исследователи и программисты переписывали свои приложения, чтобы начать его использование с первых же дней введения Titan-а в строй.
Первыми проектами, которые получат доступ к Titan-у являются:
- Процессы сгорания топлива: С помощью приложения S3D исследователи могут смоделировать турбулентное сгорание различных видов и составов топлива. Результаты исследований позволят создавать высокоэффективные, экономичные, оптимальные двигательные системы, почти не загрязняющие окружающую среду.[10]
- Наука о материалах: С помощью приложения WL-LSMS исследователи смогут находить и создавать новые материалы, исследуя их магнитные свойства при разных температурах на нано-уровне. Результаты исследований позволят создавать новые электродвигатели и электрогенераторы.
- Атомная энергия: С помощью приложения Denovo исследователи смогут моделировать поведение нейтронов в ядерном реакторе. Результаты исследований позволят выяснить, как более эффективно использовать стареющие ядерные реакторы США при сохранении их безопасности. На Titan-е приложение Denovo смоделирует за 13 часов один полный цикл службы стержня ядерного топлива, в то время как на Jaguar-е на это требовалось 60 часов.
- Изменения климата: Программа Community Atmosphere Model-Spectral Element (CAM-SE) симулирует долгосрочные глобальные изменения климата. Результаты вычислений позволят исследователям вычислить качество воздуха в ближайшем будущем, а также влияние его состава на климат. Titan позволяет за один день компьютерного времени сделать прогноз на 1—5 лет вперёд, в то время как на Jaguar за один день можно было вычислить прогноз только на 3 месяца.